# Esqueleto cardíaco
O esqueleto cardíaco é uma estrutura de tecido conjuntivo de elevada densidade que dá forma e sustenta as válvulas cardíacas do coração e regula as forças que exercem. O esqueleto cardíaco separa as aurículas dos ventrículos e é o principal canal por onde fluem os impulsos elétricos entre a parte superior e inferior do coração.